# 東坮站
東坮站（韓語：동대역）是朝鮮民主主義人民共和國咸鏡南道端川市東坮洞的一個鐵路車站，属于虛川線。

## 邻近车站
虛川線
端川青年站 - 東坮站 - 下雲承站